# Фантастические пьесы
Фантастические пьесы (нем. Fantasiestücke), опус 12 ― набор из восьми пьес для фортепиано соло, написанный Робертом Шуманом в 1837 году и посвящённый шотландской пианистке Анне Робене Лэдлоу.

## Структура
1. Des Abends (Вечером), ре-бемоль мажор / Sehr innig zu spielen (Весьма задушевно)
|  |  |

2. Aufschwung (Порыв), фа минор / Sehr rasch (Очень скоро)
|  |  |

3. Warum? (Отчего?), ре-бемоль мажор / Langsam und zart (Медленно и нежно)
|  |  |

4. Grillen (Причуды), ре-бемоль мажор / Mit Humor (С юмором)
|  |  |

5. In der Nacht (Ночью), фа минор / Mit Leidenschaft (Страстно)
|  |  |

6. Fabel (Басня), до мажор / Langsam (Медленно)
|  |  |

7. Traumes Wirren (Сновидения), фа мажор / Äußerst lebhaft (Чрезвычайно живо)
|  |  |

8. Ende vom Lied (Последняя песня), фа мажор / Mit gutem Humor (С юмором)
|  |  |